# Saint-Ismier
Saint-Ismier è un comune francese di 6 669 abitanti situato nel dipartimento dell'Isère della regione dell'Alvernia-Rodano-Alpi.

## Società

### Evoluzione demografica
Abitanti censiti